# Câmbio vascular
Em botânica, câmbio vascular é um tecido meristemático das plantas vasculares dicotiledôneas que dá origem ao xilema e floema secundários, nas plantas com crescimento secundário - as árvores e arbustos ou lianas lenhosas. Tanto em gimnospermas quanto em angiospermas dicotiledôneas, o aumento em diâmetro do caule e da raiz é devido a um processo de crescimento secundário resultante da atividade de meristemas laterais, chamado de câmbio.
A atividade do câmbio vascular origina-se os tecidos vasculares tido como secundários, ou seja, o xilema secundário e o floema secundário. O primeiro, desenvolve-se a partir do câmbio no sentido centrífugo, enquanto o segundo, desenvolve-se no sentido centrípeto.
O câmbio é o único meristema que forma dois sistemas: o axial e o radial. Entendemos por sistema axial o conjunto de células floemáticas e xilemáticas que possuem formato alongado no sentido axial da planta, ou seja, seu maior comprimento é paralelo ao eixo vertical do órgão. Já o sistema radial é formado pelo conjunto de células floemáticas e xilemáticas, cujo maior comprimento é perpendicular ao eixo vertical da planta.
A atividade do câmbio garante a produção de elementos do xilema e floema secundários ao mesmo tempo que o crescimento em espessura da planta. Dentre outros fatores, a longevidade do vegetal está relacionada a atividade e a integridade do câmbio. Existem registos de um espécime vivo de Pinus longaeva, na Califórnia, EUA, com mais de 4.900 anos de idade, isso é graças à integridade do câmbio.

## Terminologia
Apesar do longo estudo sobre câmbio, os autores ainda não entraram em um consenso sobre o termo correto para a nomeação do mesmo. Alguns autores sugere como câmbio um única camada unisseriada de células iniciais e usam o termo zona cambial, compreendendo além da camada de células iniciais, camadas subsequentes das suas células derivadas. Já outros autores preferem adotar o conceito mais amplo, utilizando o termo câmbio para o grupo de camadas de células iniciais e células derivadas. Neste capítulo foi adotado o conceito mais amplo do termo câmbio

## Tipos celulares
O câmbio é um meristema lateral cuja células, enquanto ativas, possuem um vacúolo muito proeminente diferentemente de células meristemáticas apicais.
Em corte transversal: Tanto em caules como nas raízes que já iniciaram o crescimento secundário, a região do câmbio aparece como uma faixa contínua de células retangulares mais ou menos achatadas, que se dividem e se empilham no sentido radial com duas ou várias células por pilha.
Em corte longitudinal: Tanto em caules como em raízes que já se fora instalado o crescimento secundário, podemos observar dois tipos de células iniciais: células iniciais fusiformes e células iniciais radiais. As iniciais fusiformes, juntamente como as células derivadas originam o sistema axial da planta, formando células constituintes do xilema e do floema secundários.
 As células fusiformes são em geral alongadas axialmente. Já as células iniciais radiais têm quase sempre um contorno isodiamétrico. As iniciais radiais em conjunto com as suas derivadas dão origem ao sistema radial da planta, que é composto pelos raios parenquimáticos.

### Divisão celular
Tanto o xilema quanto o floema secundários são produzidos nos caules e nas raízes através de divisões periclinais das células iniciais. Desta divisão resultam, concomitantemente, células derivadas tanto para o interior quanto para a periferia do perímetro do câmbio.
As células derivadas para o lado interno – São chamadas de células mãe do xilema secundário pois é a partir delas que irão dar origem aos elementos do xilema secundário, podendo ser diferenciadas em parênquima radial (raio) e células axiais, como os elementos tranqueais, fibras ou ainda podem continuar se dividindo em outras células parenquimáticas.
Células derivadas para a periferia – Chamadas de células mãe do floema pois formam elementos axiais e radiais do floema secundário> parênquima radial (raio), elementos crivados, células companheiras e fibras.
Enquanto estiver ocorrendo o crescimento secundário do vegetal o câmbio irá depositar camadas ou fileiras radiais de células do xilema e do floema secundários. 

### O câmbio na raiz
O câmbio na raiz se origina do procâmbio ou de células pericíclicas
Geralmente no cilindro vascular, apresenta dois meristemas secundários: o felogênio, no córtex, e o câmbio vascular, no cilindro central. O felogênio e  o câmbio vascular dará origem ao xilema e o floema secundários. As raízes de monocotiledôneas dificilmente secundarizam-se, sendo mais comum em gimnospermas e em dicotiledôneas.
Por um processo de divisões periclinais do procâmbio ou do periciclo, acrescentam novas células tanto no interior quanto na periferia do órgão cuja células se orientam em forma de arcos entre o xilema e o floema primários, que posteriormente se secundarizará. 
O câmbio de origem procambial dispõe células xilemáticas para o interior do órgão e células floemáticas para a região exterior ou periférica em relação ao centro do órgão. 
As células que forem estimuladas próximo as células do câmbio de origem procambial, passam então a apresentar atividade meristemática, ou seja, formam o câmbio de origem pericíclica. 
Com o aumento do xilema e do floema secundários em espessuras, grande parte do floema primário é comprimido e obliterado e o xilema primário se torna uma pequena região no centro do orgão. Quando o crescimento secundário da raiz for muito intenso, o floema primário, a endoderme, o córtex e a epiderme podem ser eliminados.
O felogênio se forma, geralmente, após ter começado a produção de tecidos vasculares secundários. Podem se originar imediatamente abaixo da epiderme  ou em camadas mais internas do córtex. O conjunto de súber, felogênio e feloderme dá-se o nome de periderme.

### O câmbio no caule
Na sua grande maioria, o caule de monocotiledôneas conservam sua estrutura primária durante toda vida da planta. Já a maioria das gimnospermas e dicotiledôneas mostra sua estrutura secundária em seus caules, onde é caracterizada pelo aparecimento de meristemas laterais: felogênio e câmbio vascular. O cambio vascular compreende por duas partes: o câmbio fascicular, situado nos feixes, e o câmbio interfascicular, localizado entre os feixes e formado a partir do tecido parenquimático. O câmbio vascular forma tecidos vasculares secundários, floema secundário voltado para o lado externo e o xilema voltado para o lado interno do órgão.  Na superfície dos caules em crescimento secundário frequentemente ocorrem o aparecimento de lenticelas, que originam-se através do felogênio e servem para realizar trocas gasosas com o meio externo e interno do órgão.
No caule o câmbio é considerado como 3 padrões principais de origem e desenvolvimento:
- A partir do procâmbio dos feixes: formando xilema e floema secundários restrito aos feixes vasculares.

- A partir de um cilindro contínuo de procâmbio na estrutura primária do caule formando xilema e floema secundário em toda sua circunferência.

- A partir do prôcambio dos feixes e do tecido interfascicular (periciclo), ambos compondo um cilindro contínuo de câmbio, a qual produzirá xilema e floema secundários em todo perímetro do caule. O procâmbio, entre o xilema e o floema primários nos feixes vasculares, dão origem ao câmbio fascicular,  que inicia a produção de elementos radiais e axiais secundários no caule. As células do periciclo, situadas numa região próxima ao câmbio fascicular, inicia um intenso processo de divisão celular, resultando na formação do câmbio interfascicular.

### Caules com estruturas secundária anômala
São caules de plantas principalmente da flora tropical, como por exemplo as lianas (cipós) possuem uma estrutura secundária atípica. Em alguns cipós se observam vários cilindros vasculares, e cada um possui um câmbio independente, funcionando normalmente. Em alguns casos, o câmbio deixa de funcionar, exceto em dois arcos opostos, tornando o caule achatado.

### Sazonalidade do câmbio
Assim como nos meristemas apicais, o câmbio pode sofrer dormência durante um período de estresse. Nas regiões temperadas, o fator temperatura é o mais importante, ou seja, nos períodos de inverno causa dormência do câmbio e é reativado na primavera. Durantes o período de dormência do câmbio é cessado o processo da divisão celular, o que resulta em uma região cambial mais estreita em relação ao cambio formado nos períodos mais favoráveis ao crescimento. Também em razão da dormência, além da redução do número de camadas de células, ocorre o espessamento da parede das células do xilema e do floema. A sazonalidade cambial é assim refletida, como um espelho, no xilema e no floema secundários, podendo formar camadas de crescimento em ambos os tecidos.

## Tipos de tecidos
O câmbio vascular é uma camada cilíndrica de células que se estende por todo o tronco e raiz, incluindo os ramos daqueles dois órgãos. As células meristemáticas são indiferenciadas e reproduzem-se continuamente. No caso do câmbio vascular, as suas células dão origem a dois tipos de tecidos: xilema e floema.

## Xilema

### Origem
Por diferenciação do prócâmbio, estas células sofrem diferenciação tanto na fase embrionária quanto pós-embrionária. O primeiro xilema a ser formado é originado do procâmbio e é denominado xilema primário. Na maioria das gimnospermas e dicotiledôneas, que apresentam crescimento secundário, o câmbio vascular dá origem ao xilema secundário. Possuem origem independente, ou seja, durante o processo evolutivo os elementos de vaso apareceram em vários grupos pouco relacionados 

### Função
O xilema é o principal tecido condutor de seiva mineral (água e sais minerais) a longa distância e sustentação mecânica. Em alguns organismos este tecido possui função de armazenamento de várias substâncias. Como exemplo, o amido da mandioca, fica armazenado nas células xilemáticas.

### Tipos celulares
Neste tecido as principais células são as fibras xilemáticas, células parenquimáticas e elementos traqueias, que são dois tipos: as traqueídes e os elementos de vaso.

### Xilema primário
É o primeiro xilema a ser formado em uma planta, origina-se do procâmbio. Possui o mesmo tipo celular do xilema secundário: traqueídes, elementos de vaso, fibras xilemáticas e células parenquimáticas. O processo de diferenciação dos elementos de condução do xilema ocorrem, em raízes, de forma exarca, ou seja, de fora para dentro (desenvolvimento centrípeto), diferentemente dos caules que possuem uma diferenciação do tipo endarca, de dentro para fora (desenvolvimento centrífugo).

#### Protoxilema e metaxilema
Durante o desenvolvimento vegetal, o xilema primário se distinguem em duas categorias: o protoxilema e o metaxilema.
O protoxilema é constituído por células que se diferenciam primeiro, ou seja, rapidamente adquirem parede secundária lignificada precocemente e, normalmente possui um diâmetro menor do que o metaxilema. Esse tipo de xilema é encontrado em regiões do corpo da planta onde ainda não foi cessado o seu alongamento e diferenciação. Em geral, os elementos condutores do protoxilema são do tipo anelado ou espiralado.
O metaxilema é composto por células que se diferenciaram tardiamente e, em geral, apresentam seu diâmetro maior do que o protoxilema. Como sua lignificação é tardia, permite que as células aumente seu tamanho antes de atingirem a maturidade. Em geral, os elementos de condução do metaxilema apresentam espessamentos do tipo escalariforme, reticulados ou pontuados.

### Xilema secundário
O xilema secundário, contribui para o crescimento em espessura do corpo da planta, ou seja, crescimento secundário. Em seu estágio completo de desenvolvimento, o xilema secundário constitui a madeira, ou lenho. O xilema secundário é um tecido complexo, formado por direfentes tipos celulares cuja organização é estabelecida por axial e radial, ambos derivados do câmbio vascular. As células que compõe o sistema axial têm seu maior eixo orientado no sentido vertical, diferentemente do sistema radial que possui seu eixo orientado no sentido horizontal.

## Floema

### Origem
Assim como o xilema, o floema é classificado por primário e secundário, sendo sua origem diferente um do outro. O primeiro, origina-se por diferenciação do procâmbio, o segundo origina-se do câmbio vascular. A filogenia do tecido é incerta devido a fragilidade deste tecido, o que torna a fossilização um processo ainda mais difícil de acontecer. O floema ocorre quase em todos os órgão da planta e geralmente, na raiz, ocupa uma posição alternada com o xilema e, no caule, ocupa uma posição externa ao xilema formando as nervuras das folhas (floema fica voltado comumente para a parte abaxial da folha).

### Função
O floema é um tecido complexo e o principal condutor de seiva elaborada (fotoassimilados) na planta. Uma das principais substâncias transportadas pelo tecido constitui em água, lipídios, íons, carboidratos, açúcares, hormônios, aminoácidos, vitaminas e substâncias inorgânicas. Além de todas essas substâncias benéficas que no floema é transportado, os vírus e partículas micoplasmáticas se beneficiam desse tecido para adentrar ao corpo da planta. O floema é a via  de união entre os sítios produtores (folhas maduras, cotilédones e endosperma de sementes em germinação, tecidos de reserva de raízes e caules em brotamento), e os sítios consumidores (meristemas, folhas jovens, caule ou folhas quando estão armazenando substâncias). Assim como no xilema, em raízes, o floema está estruturado primariamente por cordões intercalados de xilema e secundariamente localiza-se externamente ao xilema. Em órgãos de natureza foliar, a posição do floema é abaxial.

### Tipos celulares
Tanto o floema primário quanto o secundário contêm os mesmos elementos celulares. Basicamente são formados por: elementos crivados, células companheiras, células parenquimáticas, elementos esclerenquimáticos e laticífero.

### Floema primário
Assim como no xilema primário, o floema primário é originado do procâmbio. Distinguem duas formações de floema: o protofloema e metafloema. 
O protofloema é a primeira porção de floema primário a ser formada. Ele é constituído pelos elementos crivados que se formam no início da diferenciação de plantas que ainda estão crescendo em comprimento. À medida que o crescimento da planta vai acontecendo os elementos crivados sofrem estiramento e colapsam completamente, cessando assim o seu funcionamento. Os elementos do tubo crivado do protofloema das angiospermas são estreitos, inconspícuos e com áreas crivas com calose. 
O metafloema diferencia tardiamente em relação ao protofloema, sendo constituído por elementos de vaso crivados onde já diferem nas regiões que já cessaram o crescimento em extensão. Os elementos condutores do metafloema são mais duradouros que os protofloema e, em plantas que não apresentam crescimento secundário, constituem a única estrutura condutora do floema. Em geral são mais alongados e com um maior diâmetro, quando comparadas com o protofloema, também caracteriza pela comum associação de células companheiras e pela carência de fibras.

### Floema secundário
Diferentemente do floema primário, o floema secundário é originado do câmbio vascular, aparecendo somente em plantas que apresentam crescimento secundário (em diâmetro). Assim como no xilema secundário, o floema secundário é diferenciado por dois sistemas: axial e o radial. A quantidade de floema secundário é inferior a quantidade de xilema secundário. Em dicotiledôneas, o floema secundário é mais complexo do que as coníferas, constituindo o sistema axial por células parenquimáticas de reserva, células companheiras, fibras e esclereides. O sistema radial é constituído principalmente por células parenquimática formando assim os raios. A medida que o crescimento secundário do órgão progride, a porção do floema não-condutor do floema secundário se expande tangencialmente, acompanhando assim o crescimento em diâmetro da planta. Esclereídes, células esclereficadas e cristais são comuns no floema secundário das dicotiledôneas.